# Psilochorus californiae
Psilochorus californiae là một loài nhện trong họ Pholcidae. Loài này được phát hiện ở Hoa Kỳ và México.